# Yo soy (programa de televisión de Perú)
Yo soy es un concurso de imitación artística peruano, estrenado el 9 de abril de 2012 por Latina Televisión, con un breve hiato entre 2022 y 2025. Es la versión peruana del programa de televisión neerlandés My Name Is... de Endemol, el cual tiene varias versiones en otros países. Fue presentado por Adolfo Aguilar, Karen Schwarz, Christian Rivero, Jesús Alzamora, Jazmín Pinedo, Mathías Brivio y Nicolás Galindo, cuyo panel de los mismos ha experimentado cambios a lo largo de las temporadas.
El programa se inició bajo la producción de GV Producciones en 2012 y la transmisión de Frecuencia Latina (renombrada como Latina Televisión) con licencia de Endemol durante sus 33 temporadas. A partir de 2013, fue producida por Rayo en la Botella. Los horarios de transmisión de los episodios varían por temporada, siendo emitidos entre el rango de las 7:00 p. m. a 12:00 a. m.
Este programa tuvo 34 temporadas en total, contando con 23 temporadas regulares y 10 ediciones estelares como La Revancha 1, 2 y 3, Campeón de campeones, Edición limitada 1 y 2, Grandes batallas 1, 2 e Internacional y Duplas perfectas (este último en conjunto con su versión para niños Yo soy Kids).

## Formato
Cada temporada inicia con distintos castings realizados en distintas ciudades del país, los cuales son evaluados por los jueces. Los jueces son encargados de seleccionar a los concursantes que sean más parecidos a los artistas que vienen a imitar, tanto por su voz como por el parecido físico.
Los participantes que queden clasificados pasan a las galas en vivo, en las cuales compiten por llegar a la final y obtener el premio principal de la temporada.
En cada temporada el proceso de eliminación va variando, habiendo más de una eliminación en algunos episodios.
En cada episodio se presentan un grupo de participantes, los cuales son sometidos a las críticas de los jueces para que luego al final del programa el jurado de su veredicto y anuncie quienes continúan en competencia y quienes quedan sentenciados; estos sentenciados se presentan en una gala especial de eliminación en la cual son evaluados por los jueces y determinar quienes serán los eliminados. Este proceso continúa  hasta que se llegue a la gala final, en la cual los participantes restantes son eliminados en dos o tres fases, siendo esto determinado por los votos del público a través de llamadas, SMS o por la aplicación móvil de Latina Televisión.
Solo en la temporada 28 hubo un «Jurado VIP» conformado por distintas celebridades, quienes eligieron a los ganadores de la temporada.
En la temporada 26, debido a la pandemia de COVID-19 se adoptaron diversas modificaciones en su formato sin realizar audiciones, siendo protagonizado por exconcursantes del programa. Se dispuso cinco sillas con un participante cada una, los cuales se enfrentan a otros exconcursantes retadores en las denominadas «batallas» para mantenerse en dicha silla. Los consagrados finales se enfrentaron en la gala final, en la cual se define al ganador de la temporada. Este formato de Grandes batallas fue adoptado asimismo en las temporadas 29 y 31 del programa, además de una versión para imitadores internacionales.

## Elenco

### Presentadores
Cristian Rivero y Karen Schwarz son los actuales presentadores del programa. Rivero comenzó como presentador desde la duodécima temporada y Schwarz empezó como copresentadora desde la primera temporada, ausentándose ambos en algunas temporadas. En la primera temporada, el presentador fue Adolfo Aguilar, realizando esta función en distintas temporadas hasta la vigesimosegunda temporada. El papel de copresentadores también lo ejercieron Jesús Alzamora, Jazmín Pinedo y Mathías Brivio, realizando este trabajo en distintas temporadas y sirviendo también como reemplazos entre ellos mismos.

### Jueces
Durante el transcurso de las temporadas de este programa, los integrantes del jurado se van cambiando con el paso de los años. 
Este programa, comenzó con su jurado original que fue conformado por el comediante e imitador Fernando Armas, la cantante, actriz y ahora presentadora de televisión Maricarmen Marín y el productor, director y escritor Ricardo Morán. Por otra parte, en la novena temporada ingresó al jurado la comediante y actriz Katia Palma, quien acompañó a Maricarmen y Ricardo las siguientes temporadas hasta su fin en 2022.
También formaron parte del jurado por algunas temporadas el locutor de radio Carlos "Carloncho" Banderas, la actriz y presentadora de televisión Magdyel Ugaz, la actriz y comediante Johanna San Miguel, el percusionista y productor musical Tony Succar, el cantante, integrante de la boyband mexicana Magneto y productor musical mexicano, Mauri Stern, el cantante puertorriqueño y exintegrante de la ex-boyband latina pop y actual grupo católico Son by Four, Ángel López; la modelo y ganadora del concurso de belleza peruano Miss Perú 2021, Janick Maceta y el periodista, locutor de radio y presentador de televisión Jorge Henderson. 

### Cronología del elenco
Clave de color
     Presentador
     Copresentador(a)
     Juez
| Miembro del elenco | Temporada | Temporada | Temporada | Temporada | Temporada | Temporada | Temporada | Temporada | Temporada | Temporada | Temporada | Temporada | Temporada | Temporada | Temporada | Temporada | Temporada | Temporada | Temporada | Temporada | Temporada | Temporada | Temporada | Temporada | Temporada | Temporada | Temporada | Temporada | Temporada | Temporada | Temporada | Temporada | Temporada | Temporada |
| Miembro del elenco | 1         | 2         | 3         | 4         | 5         | 6         | 7         | 8         | 9         | 10        | 11        | 12        | 13        | 14        | 15        | 16        | 17        | 18        | 19        | 20        | 21        | 22        | 23        | 24        | 25        | 26        | 27        | 28        | 29        | 30        | 31        | 32        | 33        | 34        |
| ------------------ | --------- | --------- | --------- | --------- | --------- | --------- | --------- | --------- | --------- | --------- | --------- | --------- | --------- | --------- | --------- | --------- | --------- | --------- | --------- | --------- | --------- | --------- | --------- | --------- | --------- | --------- | --------- | --------- | --------- | --------- | --------- | --------- | --------- | --------- |
| Adolfo Aguilar     | ●         | ●         | ●         | ●         | ●         | ●         | ●         | ●         | ●         | ●         | ●         |           | ●         | ●         | ●         | ●         | ●         | ●         |           | ●         | ●         | ●         |           |           |           |           |           |           |           | ●         |           | ●         | ●         |           |
| Cristian Rivero    |           |           |           |           |           |           |           |           |           |           |           | ●         | ●         | ●         | ●         | ●         | ●         | ●         | ●         |           |           |           | ●         | ●         | ●         | ●         | ●         | ●         | ●         | ●         | ●         |           |           |           |
| Karen Schwarz      | ●         | ●         | ●         | ●         | ●         | ●         | ●         | ●         | ●         | ●         | ●         | ●         |           |           |           |           |           |           |           |           | ●         | ●         |           |           |           |           |           | ●         | ●         | ●         | ●         | ●         | ●         |           |
| Jesús Alzamora     |           |           |           |           |           |           |           |           |           |           |           |           | ●         | ●         | ●         |           | ●         | ●         | ●         | ●         |           |           |           |           |           |           |           |           |           |           |           |           |           |           |
| Jazmín Pinedo      |           |           |           |           |           |           |           |           |           |           |           |           |           |           |           | ●         |           |           |           |           |           |           |           |           |           |           |           |           |           |           |           |           |           |           |
| Mathías Brivio     |           |           |           |           |           |           |           |           |           |           |           |           |           |           |           |           |           |           |           |           |           |           |           |           |           | ●         | ●         | ●         |           |           |           |           |           |           |
| Nicolás Galindo    |           |           |           |           |           |           |           |           |           |           |           |           |           |           |           |           |           |           |           |           |           |           |           |           |           |           |           |           |           |           |           | ●         |           |           |
| Franco Cabrera     |           |           |           |           |           |           |           |           |           |           |           |           |           |           |           |           |           |           |           |           |           |           |           |           |           |           |           |           |           |           |           |           |           | ●         |
| Diana Sánchez      |           |           |           |           |           |           |           |           |           |           |           |           |           |           |           |           |           |           |           |           |           |           |           |           |           |           |           |           |           |           |           |           |           | ●         |
| Fernando Armas     | ●         | ●         | ●         | ●         | ●         | ●         | ●         | ●         | ●         | ●         | ●         |           |           |           |           |           |           |           |           |           |           |           |           |           |           |           |           |           |           |           |           |           |           |           |
| Maricarmen Marín   | ●         | ●         | ●         | ●         | ●         | ●         | ●         | ●         | ●         | ●         | ●         | ●         | ●         | ●         | ●         | ●         | ●         | ●         | ●         | ●         | ●         | ●         |           |           |           | ●         | ●         | ●         | ●         | ●         |           | ●         | ●         |           |
| Ricardo Morán      | ●         | ●         | ●         | ●         | ●         | ●         | ●         | ●         | ●         | ●         | ●         | ●         | ●         | ●         | ●         | ●         | ●         | ●         | ●         | ●         | ●         | ●         | ●         | ●         | ●         | ●         | ●         | ●         |           |           |           |           | ●         | ●         |
| Katia Palma        |           |           |           |           |           |           |           |           | ●         | ●         | ●         | ●         | ●         | ●         | ●         | ●         | ●         | ●         | ●         | ●         | ●         | ●         | ●         | ●         | ●         | ●         | ●         | ●         | ●         | ●         | ●         | ●         | ●         |           |
| Carloncho          |           |           |           |           |           |           |           |           |           |           |           |           |           |           | ●         | ●         |           |           |           |           |           |           |           |           |           |           |           |           |           |           |           |           |           |           |
| Magdyel Ugaz       |           |           |           |           |           |           |           |           |           |           |           |           |           |           |           |           |           |           |           |           | ●         | ●         |           |           |           |           |           |           |           |           |           |           |           |           |
| Johanna San Miguel |           |           |           |           |           |           |           |           |           |           |           |           |           |           |           |           |           |           |           |           |           |           | ●         | ●         | ●         | ●         | ●         | ●         |           |           |           |           |           |           |
| Tony Succar        |           |           |           |           |           |           |           |           |           |           |           |           |           |           |           |           |           |           |           |           |           |           |           |           |           |           |           |           | ●         | ●         |           |           |           |           |
| Mauri Stern        |           |           |           |           |           |           |           |           |           |           |           |           |           |           |           |           |           |           |           |           |           |           |           |           |           |           |           |           | ●         | ●         | ●         | ●         |           | ●         |
| Ángel López        |           |           |           |           |           |           |           |           |           |           |           |           |           |           |           |           |           |           |           |           |           |           |           |           |           |           |           |           |           | ●         |           |           |           |           |
| Jorge Henderson    |           |           |           |           |           |           |           |           |           |           |           |           |           |           |           |           |           |           |           |           |           |           |           |           |           |           |           |           |           |           | ●         | ●         | ●         |           |
| Janick Maceta      |           |           |           |           |           |           |           |           |           |           |           |           |           |           |           |           |           |           |           |           |           |           |           |           |           |           |           |           |           |           | ●         |           |           |           |
| Carlos Alcántara   |           |           |           |           |           |           |           |           |           |           |           |           |           |           |           |           |           |           |           |           |           |           |           |           |           |           |           |           |           |           |           |           |           | ●         |
| Jely Reátegui      |           |           |           |           |           |           |           |           |           |           |           |           |           |           |           |           |           |           |           |           |           |           |           |           |           |           |           |           |           |           |           |           |           | ●         |

### Profesores
Durante las temporadas, los concursantes calificados son entrenados por distintos profesores de arte para la mejora en sus presentaciones. La Puesta en escena de las primeras 25 temporadas, así como las clases de interpretación, el diseño de cada presentación y los ensayos generales estuvieron a cargo de la actriz y directora Wenddy Nishimazuruga. Entre los profesores están los profesor de expresión corporal, actor y cantante Mario Ballón ; los de canto, como Carla Salinas, Mariana Pollarolo, Nina Mutal, July Pumarada, César Salaverry; y los de baile, como Carlos Suárez, Jhonny Botero, Brian Valdizán, Oreykel Hidalgo. El director de puesta en escena de las últimas temporadas fue Washington Bustamante.

## Temporadas
| Temporada | Temporada | Episodios | Episodios | Emisión original        | Emisión original         | Imitadores | Ganador(es)                                     | Artista imitado      |
| Temporada | Temporada | Episodios | Episodios | Primera emisión         | Última emisión           | Imitadores | Ganador(es)                                     | Artista imitado      |
| --------- | --------- | --------- | --------- | ----------------------- | ------------------------ | ---------- | ----------------------------------------------- | -------------------- |
|           | 1         | 45        | 45        | 9 de abril de 2012      | 8 de junio de 2012       | 24         | Ramiro Saavedra                                 | Kurt Cobain          |
|           | 2         | 45        | 45        | 11 de junio de 2012     | 10 de agosto de 2012     | 45         | Ytalo Faijó                                     | Joe Arroyo           |
|           | 3         | 44        | 44        | 13 de agosto de 2012    | 11 de octubre de 2012    | 24         | Roberto Pereda                                  | Julio Iglesias       |
|           | 4         | 40        | 40        | 15 de octubre de 2012   | 7 de diciembre de 2012   | 24         | Maxwill Flores                                  | Fher Olvera          |
|           | 5         | 10        | 10        | 10 de diciembre de 2012 | 21 de diciembre de 2012  | 12         | Ronald Hidalgo                                  | Juan Gabriel         |
|           | 6         | 45        | 45        | 1 de abril de 2013      | 31 de mayo de 2013       | 24         | Héctor Lingán, Roberto Lingán & José Rosas      | Los Panchos          |
|           | 7         | 45        | 45        | 3 de junio de 2013      | 2 de agosto de 2013      | 24         | Carlos Burga                                    | José José            |
|           | 8         | 40        | 40        | 5 de agosto de 2013     | 27 de septiembre de 2013 | 32         | Francisco Chávez                                | Andrés Calamaro      |
|           | 9         | 44        | 44        | 4 de febrero de 2014    | 4 de abril de 2014       | 24         | Juan Carlos Espinoza                            | Chacalón             |
|           | 10        | 45        | 45        | 7 de abril de 2014      | 13 de junio de 2014      | 24         | Jefferson Tadeo                                 | Jorge González       |
|           | 11        | 36        | 36        | 4 de agosto de 2014     | 22 de septiembre de 2014 | 24         | Carlos Burga                                    | José José            |
|           | 12        | 55        | 55        | 3 de marzo de 2015      | 16 de mayo de 2015       | 24         | Hugo Apaza                                      | Ricardo Montaner     |
|           | 13        | 92        | 92        | 13 de junio de 2015     | 26 de septiembre de 2015 | 30         | Carlos Farfán                                   | Manuel Donayre       |
|           | 14        | 9         | 9         | 31 de octubre de 2015   | 19 de diciembre de 2015  | 5          | Fabiola Ramos                                   | Alejandra Guzmán     |
|           | 15        | 66        | 66        | 2 de mayo de 2016       | 16 de julio de 2016      | 24         | Jonatan Angles                                  | Mario "Pájaro" Gómez |
|           | 16        | 36        | 36        | 22 de agosto de 2016    | 1 de octubre de 2016     | 36         | Tony Cam                                        | Sandro               |
|           | 17        | 59        | 59        | 3 de octubre de 2016    | 18 de diciembre de 2016  | 24         | Sebastián Molina                                | Ricardo Arjona       |
|           | 18        | 79        | 79        | 5 de marzo de 2017      | 3 de junio de 2017       | 25         | Carmen Castro                                   | La India             |
|           | 19        | 72        | 72        | 5 de junio de 2017      | 26 de agosto de 2017     | 24         | Nello Franco                                    | Pedro Fernández      |
|           | 20        | 39        | 39        | 28 de agosto de 2017    | 20 de octubre de 2017    | 24         | Joselyn Barrantes                               | Natalia Jiménez      |
|           | 21        | 59        | 59        | 17 de julio de 2018     | 5 de octubre de 2018     | 24         | Oriana Montero                                  | Mon Laferte          |
|           | 22        | 50        | 50        | 8 de octubre de 2018    | 14 de diciembre de 2018  | 24         | Joaquina Carruitero                             | Adele                |
|           | 23        | 45        | 45        | 20 de mayo de 2019      | 19 de julio de 2019      | 21         | Jhampier Pinedo & Rosalía Timaná                | Pimpinela            |
|           | 24        | 60        | 60        | 22 de julio de 2019     | 11 de octubre de 2019    | 24         | Roxana Alva                                     | Carmencita Lara      |
|           | 25        | 35        | 35        | 14 de octubre de 2019   | 29 de noviembre de 2019  | 25         | Jairo Tafur                                     | Dyango               |
|           | 26        | 44        | 44        | 13 de junio de 2020     | 3 de agosto de 2020      | 111        | Carloman Fidel                                  | Enrique Bunbury      |
|           | 27        | 59        | 59        | 4 de agosto de 2020     | 10 de octubre de 2020    | 37         | Luis Ortega                                     | Pedro Infante        |
|           | 28        | 69        | 69        | 12 de octubre de 2020   | 2 de enero de 2021       | 28         | Luis Arellano, Ricardo Infante & Miguel Laporte | Il Volo              |
|           | 29        | 54        | 54        | 4 de enero de 2021      | 6 de marzo de 2021       | 145        | Mike Bravo                                      | Marilyn Manson       |
|           | 30        | 60        | 60        | 8 de marzo de 2021      | 22 de mayo de 2021       | 25         | Noemí Ávila                                     | Princesita Mily      |
|           | 31        | 63        | 63        | 18 de noviembre de 2021 | 29 de enero de 2022      | 144        | Sebastián Landa                                 | José Feliciano       |
|           | 32        | 28        | 28        | 19 de marzo de 2022     | 23 de abril de 2022      | 23         | Alberto Mejía & Danniel Reyes                   | Héctor Lavoe         |
|           | 33        | 60        | 60        | 25 de abril de 2022     | 2 de julio de 2022       | 30         | Jorge "Toño" Muñoz                              | Rauw Alejandro       |
|           | 34        | —         | —         | 2 de agosto de 2025     | —                        | —          | —                                               | —                    |

## Recepción

### 2012
La primera temporada debutó con 16,2 puntos de cuota de audiencia. De esta manera, superó a los programas que lideraban el horario de las siete de la noche durante el verano. La siguiente semana obtuvo entre 14 y 16 puntos.
El concursante Ramiro Saavedra, de 28 años, y su imitación de Kurt Cobain en el programa fue muy comentada en las redes sociales y medios de comunicación de otros países destacaron también el video de su audición. El sitio web estadounidense The Huffington Post calificó su imitación como «casi perfecta». Posteriormente, realizó una entrevista para la BBC de Londres. Ya finalizado el concurso, el 13 de junio de 2012, fue condecorado por la Municipalidad Provincial de Arequipa, con la medalla y diploma de la Cultura. La ceremonia de premiación se desarrolló en el Salón Consistorial de la Municipalidad.
El músico Robin Banerjee "Burnin' Bobby B", guitarrista de Amy Winehouse se contactó con Ani Rodríguez –concursante que imita a Winehouse– para apoyarla en su participación en la final y le expresó su deseo de venir a Lima para hacer un concierto con ella.
Lo máximo que alcanzó la primera temporada en audiencia –hasta la penúltima semana de competencia– fue 17,7 puntos de cuota. Sin embargo, obtuvo picos de 31, 28 y 24 puntos. El espacio se mantuvo en dos dígitos, siendo las cifras más bajas 13 y 14 puntos.
La semifinal de la primera temporada volvió la liderar la audiencia con un promedio de 16,8 puntos.
En el episodio final de la primera temporada, la etiqueta #YoSoy se convirtió una vez más en treding topic en Twitter. La final obtuvo un promedio de 21 puntos de cuota, mientras que su competencia directa ese día Al fondo hay sitio (de América Televisión) hizo 24,3. La competencia entre el reality y la teleserie fue punto a punto, pues en la primera hora de competencia (de 8 a 8 y 30 p. m.), Yo soy hizo 23,8 y la otra producción 20,5. Lideró el índice de audiencia en el sector A/B.
En el primer episodio (audición) de la segunda temporada todos los personajes imitados se convirtieron en tema de moda en Twitter, encabezados por Joe Arroyo; y obtuvo 16,9 de promedio, liderando el horario. Los siguientes días hizo de 21 a 17 puntos, posteriormente se mantuvo en los 19 puntos.
En la primera gala de la segunda temporada, el participante César Osorio Lara (imitador de Axl Rose), causó polémica al criticar al Poder Judicial peruano. Pese a ello, su participación fue la más comentada en las redes sociales.
Obtuvo 22,5 puntos de cuota con el programa final, con un promedio de 30,3 en el AB, superó en sintonía, en ese sector, a la teleserie Al fondo hay sitio.
La primera semana de emisión de la tercera temporada, donde se muestran las audiciones, lideró la audiencia en su horario, igual que las siguientes semanas. El cantante Gian Marco se pronunció positivamente en las redes sociales acerca de su imitador Joel Cuba. Del mismo modo hizo el cantante español Alejandro Sanz.
En la cuarta temporada el programa cambió de horario (8:00 p. m. a 10:00 p. m.). Alcanzó entre 14 y 17 puntos en sus primeras dos semanas de emisión de audiciones, superando ampliamente en audiencia a su competencia en horario Magaly TeVe (ATV). Los cantantes Nicola Di Bari, David Bisbal, Luis Fonsi y Andrés Calamaro se expresaron positivamente acerca de sus imitadores peruanos. Además, el exbaterista de Gustavo Cerati (como solista), Martín Carrizo, visitó el estudio de Yo Soy para ver al imitador peruano de este.
El programa de final de la cuarta temporada obtuvo 20,1 puntos de cuota.
En el programa final de La revancha (minitemporada a fines de año), obtuvo 22,5 puntos de cuota de audiencia, siendo unos de los programas más vistos en horario estelar.

### 2013
El regreso del programa fue trending topic en Twitter, Perú. Las primeros concursantes en tener repercusión en la prensa fueron imitadores de Salim Vera y Kalimba.
Durante el proceso de selección, el imitador de Adrián Barilari causó impacto en las redes sociales y sobre el verdadero Adrián Barilari, vocalista de Rata Blanca, quien envió sus felicitaciones al imitador, sin embargo, el participante no se clasificó a la etapa de conciertos en vivo. Otros participantes que llamaron la atención en las redes sociales y el jurado fueron los jóvenes imitadores de The Beatles, que lograron clasificarse.
Durante la etapa de conciertos en vivo, los imitadores de Tony Rosado, Carlos Soraluz y Deyvis Orosco recibieron el apoyo en el escenario de los artistas originales a los que imitaban. Por su parte, el verdadero Noel Schajris envió sus felicitaciones a su imitador a través de su cuenta de Twitter.
El episodio de final de temporada fue el más visto de la programación local del viernes.
El programa final alcanzó 18,8 puntos de audiencia y picos de 23,7 puntos según Ibope Time.

### 2025
El portal Infobae elogió el programa por las reacciones espontáneas entre los concursantes y por la nueva conformación del jurado, que destacó por la buena química entre sus miembros. No obstante, el portal advirtió que Ricardo Morán ha generado reacciones divididas entre los espectadores debido a su trato fuerte con algunos participantes. Entre los detractores de Morán se encontraba Rafael López Aliaga.
Patricia Salinas, columnista de Caretas, señaló que el programa sigue teniendo valor como plataforma para talentos emergentes, ya que es uno de los pocos espacios de difusión masiva que existen en el país. Para Salinas, la incorporación de Mauri Stern aporta humor y cercanía, mientras que la frescura y el carisma de Franco Cabrera y Diana Sánchez aseguran que Yo soy seguirá siendo un programa querido por el público.

## Premios y nominaciones
| Año  | Premio                      | Nominación     | Categoría                  | Resultado                        | Ref.   |
| ---- | --------------------------- | -------------- | -------------------------- | -------------------------------- | ------ |
| 2012 | Premio Luces de El Comercio | Yo soy         | Mejor programa concurso    | Ganador (compartido con Combate) | [ 84 ] |
| 2012 | Premio Luces de El Comercio | Ricardo Morán  | Figura del año             | Ganador                          | [ 84 ] |
| 2012 | Premio Luces de El Comercio | Karen Schwarz  | Revelación del año         | Ganadora                         | [ 84 ] |
| 2013 | Premio Luces de El Comercio | Yo soy         | Mejor programa de talentos | Nominado                         |        |
| 2013 | Premio Luces de El Comercio | Adolfo Aguilar | Mejor conductor            | Nominado                         |        |
| 2013 | Premio Luces de El Comercio | Ricardo Morán  | Figura del año             | Nominado                         |        |
| 2014 | Premio Luces de El Comercio | Yo soy         | Mejor programa de talentos | Nominado                         |        |
| 2015 | Premio Luces de El Comercio | Yo soy         | Mejor programa de talentos | Ganador                          |        |
| 2015 | Premio Luces de El Comercio | Yo soy         | Mejor programa de concurso | Ganador                          |        |